# Mac Wilkins

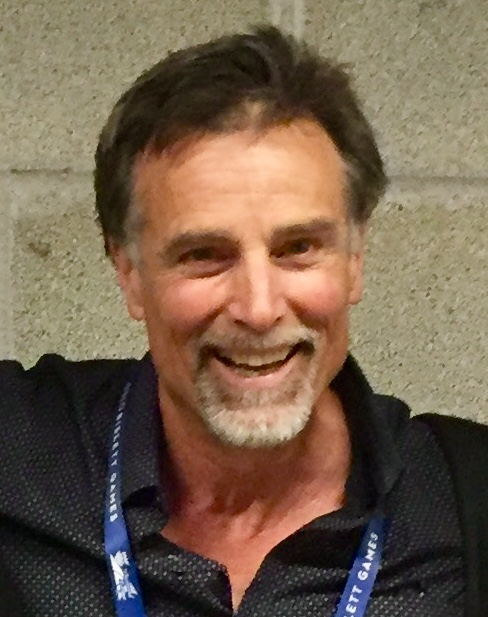
Mac Wilkins (2018)

Mac Wilkins (eigentlich: Malcolm Maurice Wilkins; * 15. November 1950 in Eugene, Oregon) ist ein ehemaliger US-amerikanischer Diskuswerfer. Er ist Olympiasieger (1976 in Montreal) sowie ehemaliger Weltrekordhalter.

## Leben
1973 gewann er zum ersten Mal die US-Meisterschaft der AAU und warf in der Saison konstant über 60 Meter. Ende 1973 stand seine Bestleistung bei 64,77 m. Er steigerte sich 1974 (65,14 m) und 1975 (66,79 m).
Der Durchbruch an die Weltspitze gelang Mac Wilkins 1976. Am 24. April warf er in Walnut mit 69,18 m Weltrekord und übertraf den alten Rekord von John Powell um zehn Zentimeter. Eine Woche später, am 1. Mai in San José, hatte Wilkins den besten Wettkampf seiner Karriere, als er dreimal den Weltrekord steigerte. Über 69,80 und 70,24 m ging es im dritten Versuch auf 70,86 m. Zweiter in diesem Wettkampf war John Powell mit 67,16 m. Damit hatte Mac Wilkins als erster Diskuswerfer unter regulären Bedingungen über 70 Meter geworfen und die inoffiziellen Weltrekorde von Jay Silvester aus dem Jahr 1971 überboten.
Mac Wilkins gewann 1976 nach 1973 zum zweiten Mal die AAU-Meisterschaft und auch die US-Trials. Bei den Olympischen Spielen in Montreal siegte er mit 67,50 m vor Wolfgang Schmidt aus der DDR mit 66,22 m; John Powell gewann mit 65,70 m Bronze für die USA.
Mac Wilkins wurde von 1976 bis 1980 fünfmal in Folge AAU-Meister. Als Weltrekordler wurde er 1978 von Wolfgang Schmidt abgelöst, gegen den er auch beim Leichtathletik-Weltcup 1977 in Düsseldorf und 1979 in Montreal unterlag. 1979 siegte Wilkins bei den Panamerikanischen Spielen in San Juan. Seine persönliche Bestleistung stellte er am 9. Juli 1980 mit 70,98 m in Helsinki auf. Er gewann auch die US-Trials 1980, durfte aber wegen des Olympiaboykotts nicht bei den Spielen in Moskau antreten.
1977 wurde er für den LAC Quelle startend Deutscher Meister im Diskuswurf.
1983 wurde er Zehnter bei den Weltmeisterschaften in Helsinki. Im Jahr darauf warf er mit 70,44 m erstmals seit 1980 wieder über die 70-Meter-Marke. Bei den Olympischen Spielen 1984 in Los Angeles gewann er mit 66,30 m Silber hinter Rolf Danneberg mit 66,60 m und vor seinem alten Rivalen John Powell. Nach den Spielen 1984 zog sich Wilkins vom Hochleistungssport zurück.
1988 wagte er ein Comeback. Bei den Olympischen Spielen in Seoul wurde er mit 65,90 m noch einmal Fünfter.
Mac Wilkins ist 1,93 m groß und wog zu Wettkampfzeiten 115 kg.